# (16750) Marisandoz
(16750) Marisandoz (1996 QL) – planetoida z pasa głównego asteroid okrążająca Słońce w ciągu 4,28 lat w średniej odległości 2,63 j.a. Odkryta 18 sierpnia 1996 roku.